# هربی آرتور
ویلیام جان هربرت "هربی" آرتور (به انگلیسی: William John Herbert Arthur) (زاده	۱۴ فوریهٔ ۱۸۶۳ - درگذشته	۲۷ نوامبر ۱۹۳۰) بازیکن فوتبال اهل کشور انگلستان بود که سابقهٔ بازی در تیم ملی فوتبال انگلستان را در کارنامهٔ خود دارد. وی در تاریخ ۲۸ فوریه ۱۸۸۵ نخستین بازی ملی خود را در مقابل تیم ملی فوتبال ایرلند انجام داد و با حضور در ۷ بازی ملی، در تاریخ ۲۶ فوریه ۱۸۸۷ واپسین بازی ملی‌اش را در برابر تیم ملی فوتبال ولز برگزار کرد.